# داستان همسران جوان
داستان همسران جوان (انگلیسی: Young Wives' Tale) فیلمی بریتانیایی در ژانر کمدی است که در سال ۱۹۵۱ منتشر شد. از بازیگران آن می‌توان به نایجل پاتریک و آدری هپبورن اشاره کرد.